# Schizachyrium kwiluense
Schizachyrium kwiluense là một loài thực vật có hoa trong họ Hòa thảo. Loài này được Vanderyst ex Robyns miêu tả khoa học đầu tiên năm 1936.